# Славянск (патрульный катер)
«Славянск» (до 2019 года — «Кушинг»; англ. WPB-1321 «Cushing») — патрульный катер типа «Айленд» B-серии, построенный для Береговой охраны США. 27 сентября 2018 года был передан ВМС Украины. Бортовой номер P190, названный в честь города Славянск в Донецкой области.
3 марта 2022 года был потоплен самолётом Российской Федерации в результате попадания крылатой ракеты «воздух-земля».

## История
Катер был построен на судостроительной верфи Bollinger Shipyards, Inc. в Локпорте, штат Луизиана, весной 1988 года. 29 апреля 1988 г. спущен на воду, а 4 августа того же года был введен в состав Береговой охраны США на базе береговой охраны Мобил, штат Алабама. Порт приписки Атлантик Бич, штат Северная Каролина. Крайний доковый ремонт USCGC Cushing состоялся в 2014 году. 8 марта 2017 года «Кушинг» вместе с однотипным катером WPB-1316 «Нантакет» (англ. Nantucket) был выведен из состава береговой охраны США.
27 сентября 2018 года он вместе с катером «Drummond» был передан военно-морским силам Украины на базе в Балтиморе. На церемонии передачи присутствовал командующий военно-морских сил Украины Игорь Воронченко и президент Петр Порошенко.
1 июня 2019 года катер вышел в открытое море для проведения учений, где получил бортовой номер P190 «Славянск».
8 июня начался завершающий этап плановых швартовых, манёвров и скоростных испытаний, которые проводятся украинскими моряками вместе с иностранными коллегами, после чего ожидается консервация и доставки до Одессы в сентябре 2019 года.
21 октября 2019 года на борту сухогрузного корабля «Ocean Freedom» в Одессу прибыли катера Военно-Морских Сил Украины «Славянск» и «Старобельск» (б/н P191). Уже 23 октября оба катера были спущены на воду и пришвартовались у причала.
Введение в состав ВМС состоялось 13 ноября 2019 года.
В начале июля 2021 года патрульные катера «Старобельск» и «Славянск» типа Island прошли самооценку НАТО первого уровня. Самооценка первого уровня патрульных катеров проводилась офицерами-оценщиками ВМС ВС Украины в рамках проведения первой морской фазы международных учений «Си Бриз — 2021». После подтверждения проверки, следующим будет уже оценка первого уровня под руководством экспертной группы представителей стран альянса.
В начале августа 2021 года катер «Славянск» типа «Айленд» принял участие в тренировке типа PASSEX у берегов Грузии. Грузинская сторона также привлекла катер «Очамчири „типа“ Айленд „береговой охраны Грузии и патрульный катер“ Сухуми» Департамента пограничной полиции. Целью тренировки было поддержание безопасности в Чёрном море, совершенствование подготовки и совместимости экипажей кораблей ВМС Украины и грузинских военных моряков для выполнения совместных морских операций в составе многонациональных тактических групп. Во время обучения в определённом районе были отработаны элементы тактического маневрирования, спасение человека, что выпала за борт и передача грузов. Кроме того, отрабатывали практические действия по буксировке.
В ноябре 2021 года присоединился к международным учениям в Чёрном море с участием флотов США, Румынии и Турции.
3 марта 2022 года во время российского вторжения катер выполнял боевое задание по разведке и охране портов Одесса, Черноморск и Южный. По нему был нанесен авиаудар ракетой Х-31 самолётом Российской Федерации. Вследствие этого патрульный катер затонул. В ходе поисково-спасательной операции часть экипажа удалось спасти, 11 членов экипажа пропали без вести.
Потерю патрульного катера в своей речи по случаю Дня Независимости Украины 24 августа 2022 года подтвердил Верховный Главнокомандующий Вооруженных Сил Украины Президент Украины Владимир Зеленский.